# Panzer IV
Panzerkampfwagen IV (Pz.Kpfw. IV), thường được gọi là Panzer IV, là xe tăng hạng trung của Đức Quốc xã được thiết kế vào cuối những năm 1930 và được sử dụng rộng rãi trong Chiến tranh thế giới thứ hai. Nó là xe tăng duy nhất của Đức được sản xuất từ đầu đến hết chiến tranh. Số hiệu kỹ thuật của nó là Sd.Kfz.161.
Thiết kế ban đầu như một chiếc xe tăng hỗ trợ bộ binh, Panzer IV được dự định là sẽ yểm trợ bộ binh tấn công chứ không tham gia giao chiến với các đơn vị thiết giáp của đối phương, nhiệm vụ vốn được thực hiện bởi Panzer III. Tuy nhiên, những sai sót của học thuyết này trở nên rõ ràng khi xe tăng Đức phải đối mặt với loại xe tăng T-34 mạnh mẽ của Liên Xô. Panzer IV sớm được sửa đổi để đảm nhận vai trò chống xe tăng đối phương của người anh là Panzer III, vốn ngày càng tỏ ra lỗi thời. Được Đức sản xuất rộng rãi nhất và triển khai nhiều nhất trong Chiến tranh thế giới thứ hai, Panzer IV được sử dụng như là khung thân cho nhiều phương tiện chiến đấu khác, bao gồm cả pháo tự hành xung kích Sturmgeschütz IV, pháo tự hành chống tăng Jagdpanzer IV, pháo tự hành phòng không Wirbelwind, và pháo tự hành Brummbär.
Mạnh mẽ và đáng tin cậy, nó phục vụ trong tất cả chiến trường liên quan đến Đức và có sự khác biệt với các xe tăng Đức lúc đó là nó được duy trì sản xuất liên tục trong suốt cuộc chiến, với hơn 8.550 chiếc được chế tạo từ năm 1936 tới 1945, chưa kể 4.600 pháo tự hành được chế tạo dựa trên khung thân Panzer IV. Trong giai đoạn đó, Panzer IV liên tục có các bản nâng cấp và sửa đổi thiết kế, thường được thực hiện để đáp ứng với sự xuất hiện của xe tăng mới của Đồng minh, nhằm tăng khả năng chiến đấu của mình. Nói chung, việc nâng cấp bao gồm gia tăng giáp bảo vệ của Panzer IV và tăng cường vũ khí của nó, mặc dù trong những tháng cuối cùng của cuộc chiến, với nhu cầu bức thiết để thay thế nhanh chóng các thiệt hại, việc thay đổi thiết kế cũng bao gồm các biện pháp để đơn giản hóa và tăng tốc độ sản xuất.
Ở mặt trận phía Tây, Panzer IV có thể đối đầu hiệu quả với các xe tăng Anh - Mỹ như M4 Sherman, xe tăng Churchill... trong suốt cuộc chiến. Trong khi đó ở mặt trận phía Đông, Panzer IV được coi là đối thủ thiết kế với loại T-34 của Liên Xô (cả hai đều là xe tăng hạng trung chủ lực), cả Đức và Liên Xô đều liên tục nâng cấp loại xe của mình hòng vượt qua đối thủ. Đến đầu năm 1944, Panzer IV đã bị đánh bại bởi phiên bản nâng cấp của T-34 là T-34-85 (trang bị pháo 85 mm và tháp pháo cải tiến) Tuy nhiên, do sự thiếu hụt của xe tăng Panther để thay thế, Panzer IV vẫn tiếp tục là nòng cốt của các sư đoàn thiết giáp của Đức, bao gồm cả các đơn vị ưu tú như Quân đoàn Panzer SS II trong suốt chiến tranh.
Panzer IV là xe tăng xuất khẩu rộng rãi nhất của Đức Quốc xã, với khoảng 300 chiếc được bán cho các đối tác như Phần Lan, România, Tây Ban Nha và Bulgaria. Sau chiến tranh, Pháp và Tây Ban Nha bán hàng chục chiếc Panzer IV cho Syria, nước này đã dùng Panzer IV tham chiến trong cuộc Chiến tranh Sáu ngày năm 1967.

### Ausf. A tới Ausf. F1

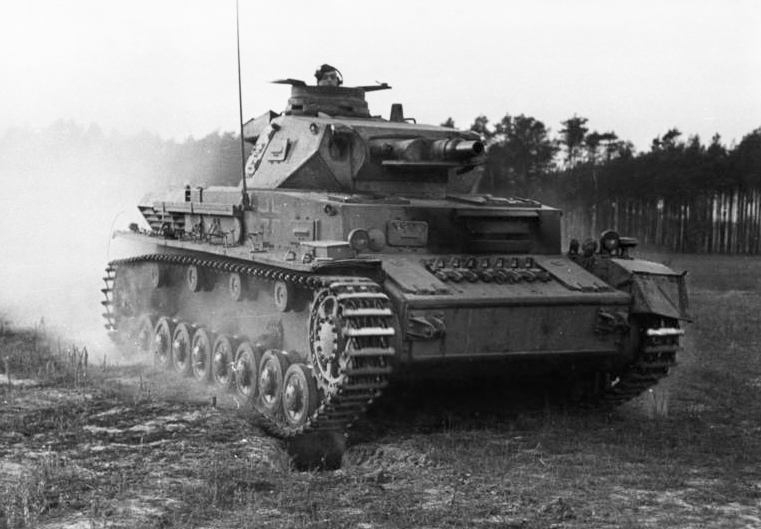
Panzer IV Ausf. C

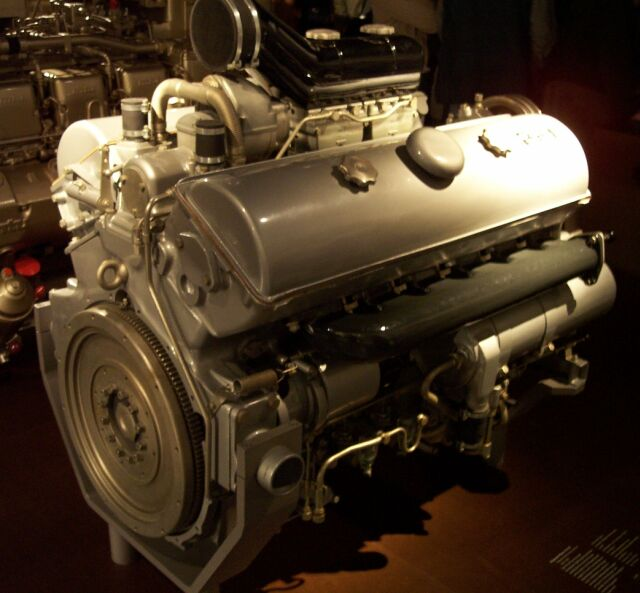
động cơ Maybach HL 120TRM 300 mã lực được sử dụng trong hầu hết các đời sản xuất Panzer IV.

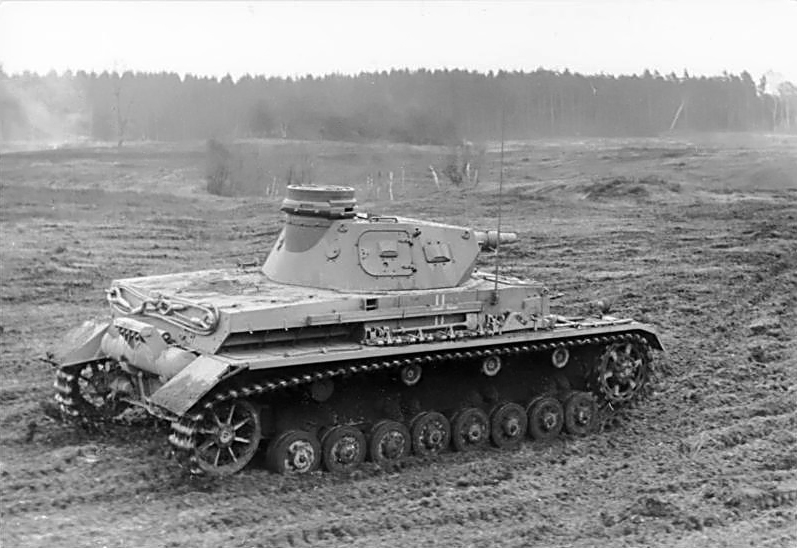
PzKpfw IV Ausf. D

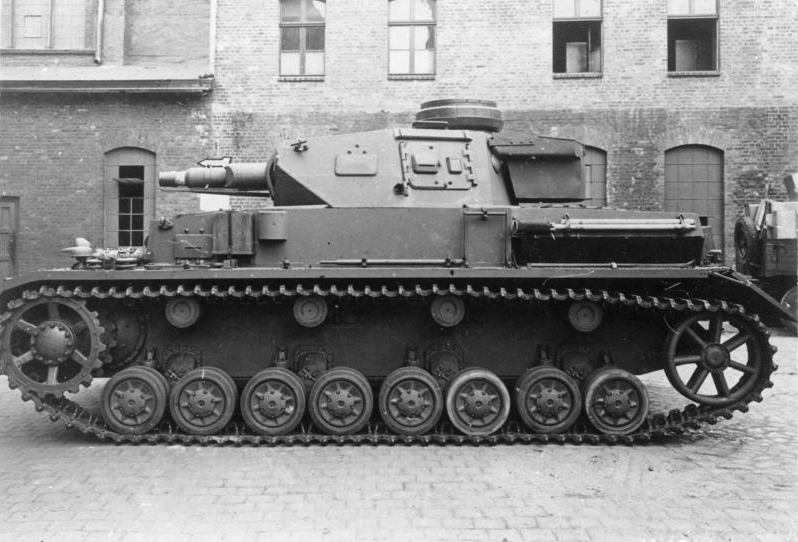
The short-barreled Panzer IV Ausf. F1.

### Ausf. F2 tới Ausf. J

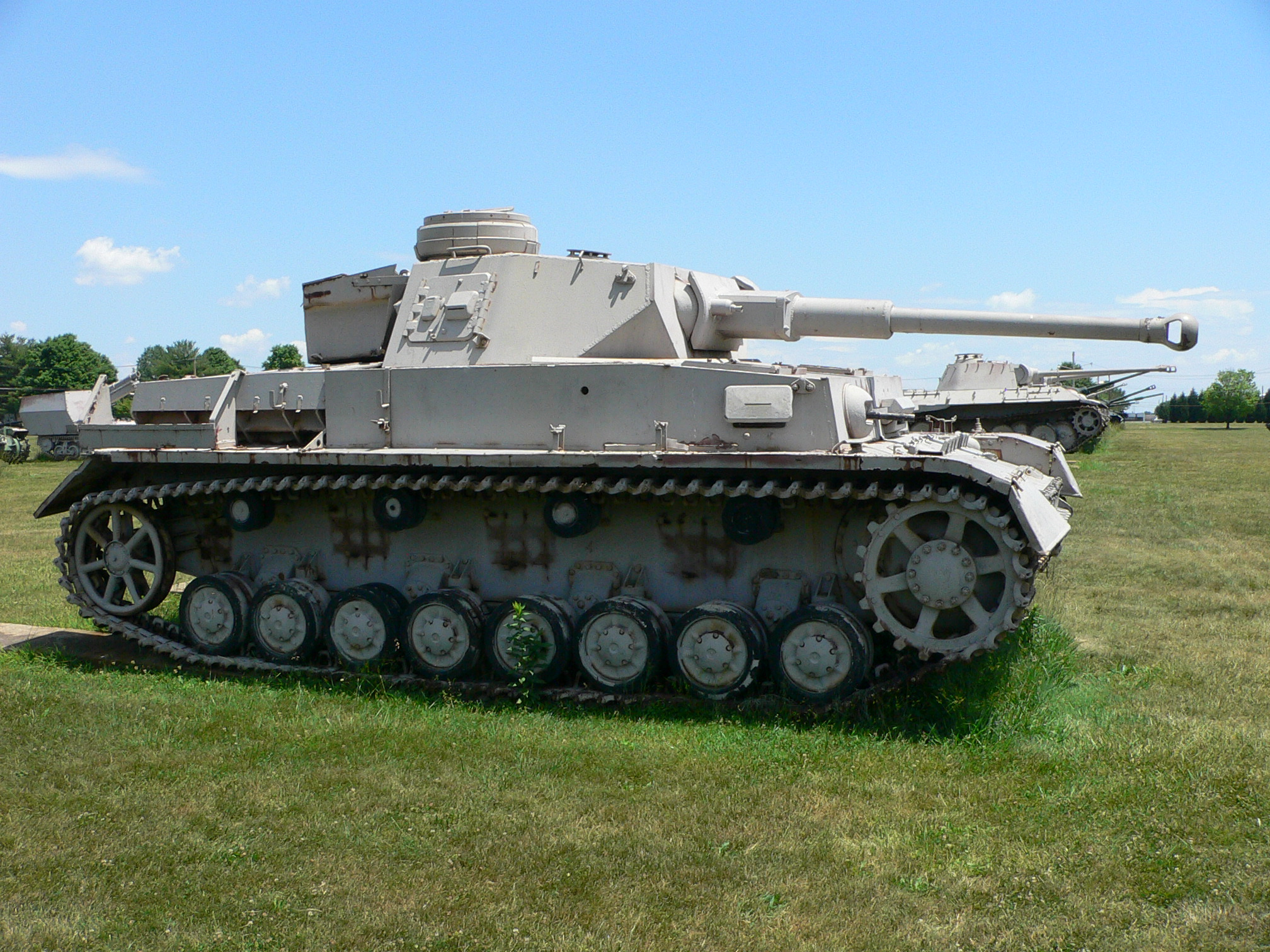
Panzer IV Ausf-F2 là phiên bản nâng cấp của Ausf-F, chế tạo năm 1942, trang bị khẩu pháo KwK-40 75mm L/43 để chống lại xe tăng Liên Xô là T-34 và KV

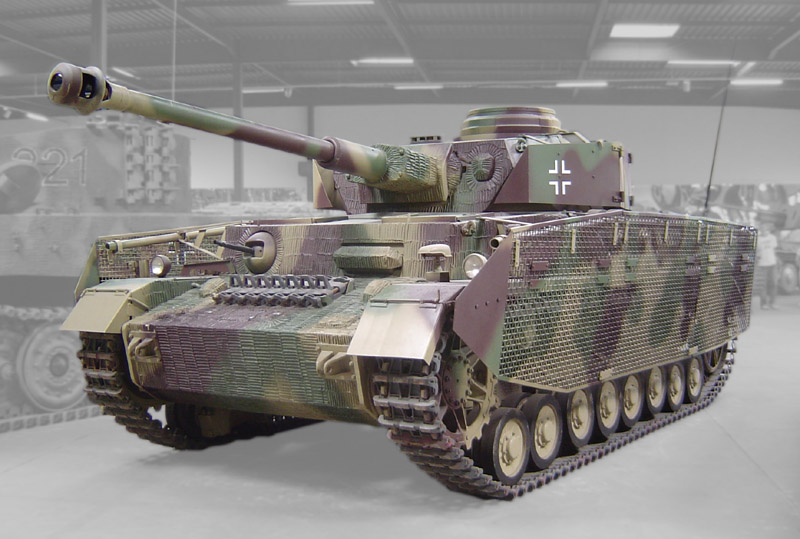
A Panzer IV Ausf H tại Musée des Blindés ở Saumur, Pháp, với lớp phủ đặc biệt chống mìn Zimmerit và giáp phụ bên ngoài.

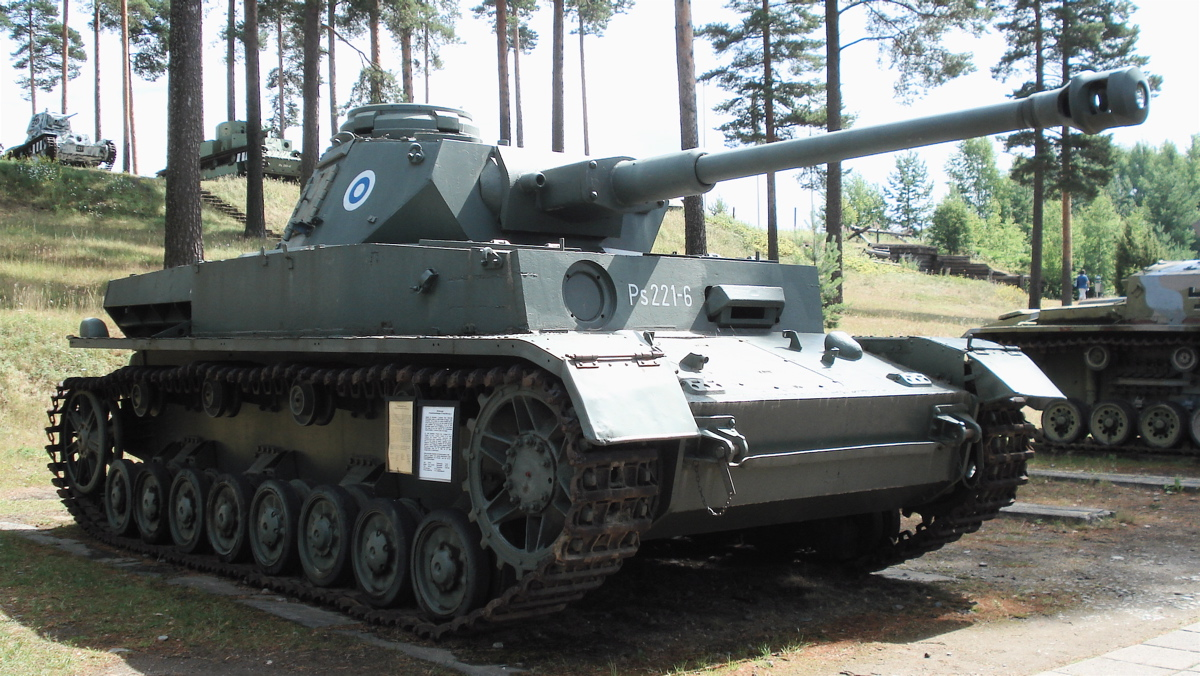
Ausf.J là mô hình sản xuất cuối cùng, và đã được đơn giản hóa rất nhiều so với các biến thể trước đó để tăng tốc độ sản xuất. Trên đây là một chiếc Panzer IV xuất khẩu sang Phần Lan.

## Lược sử chiến đấu

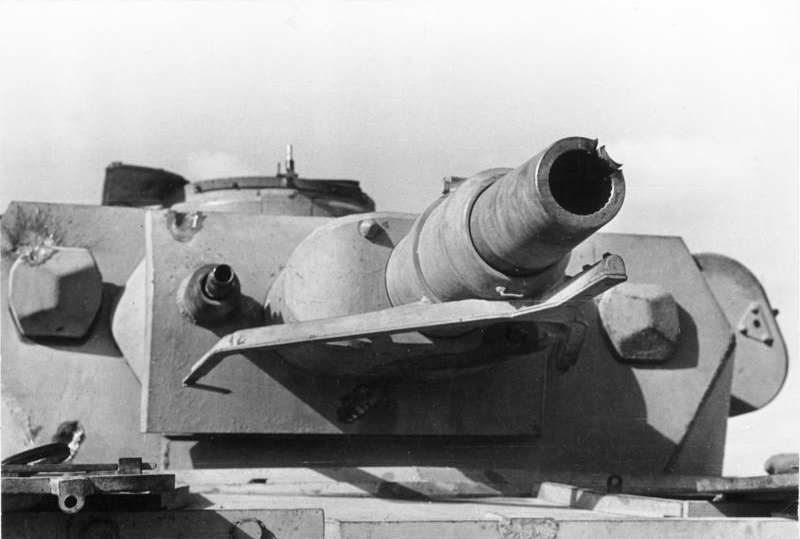
Chiếc Panzer IV Ausf. E nhìn từ mặt trước tháp pháo, bao gồm cả pháo chính 75 mm L/24

### Mặt trận phía Tây và Bắc Phi (1939–1942)

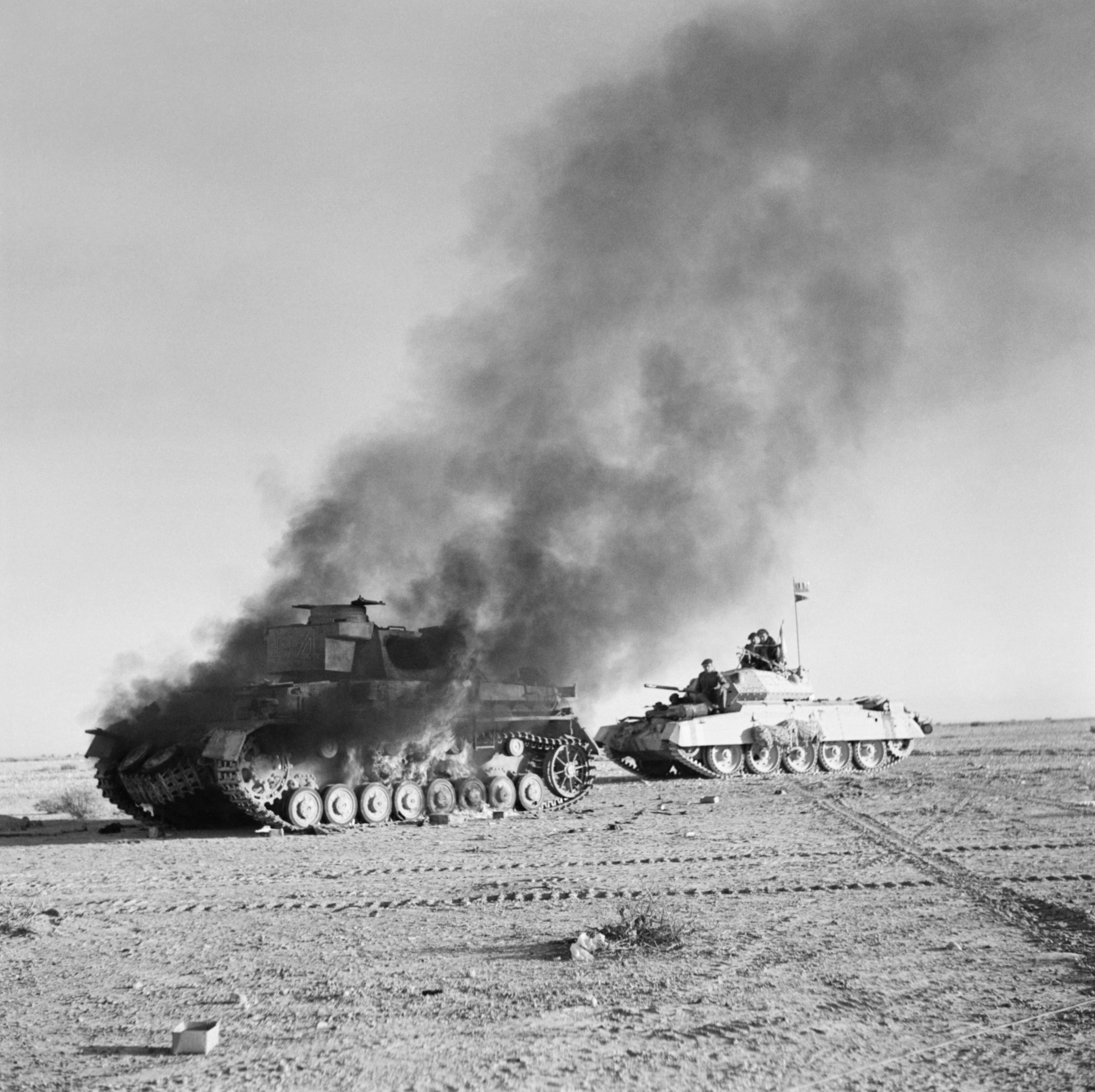
Xe tăng Crusader của Anh đi qua xác một chiếc Panzer IV bị bắn cháy trong chiến dịch Thập Tự quân

### Mặt trận Xô-Đức (1941–1945)

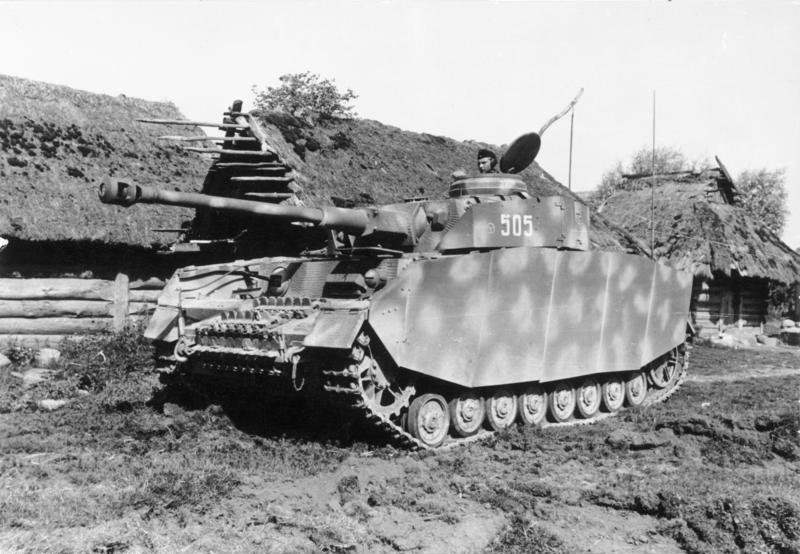
PzKpfw IV Ausf. H của Sư đoàn Panzer 12 tại Mặt trận phía Đông trên lãnh thổ Liên Xô năm 1944.

### Mặt trận phía Tây (1944–1945)

Các sĩ quan Anh kiểm tra một Panzer IV của Đức bị hư hại tại Pháp vào tháng 6 năm 1944.

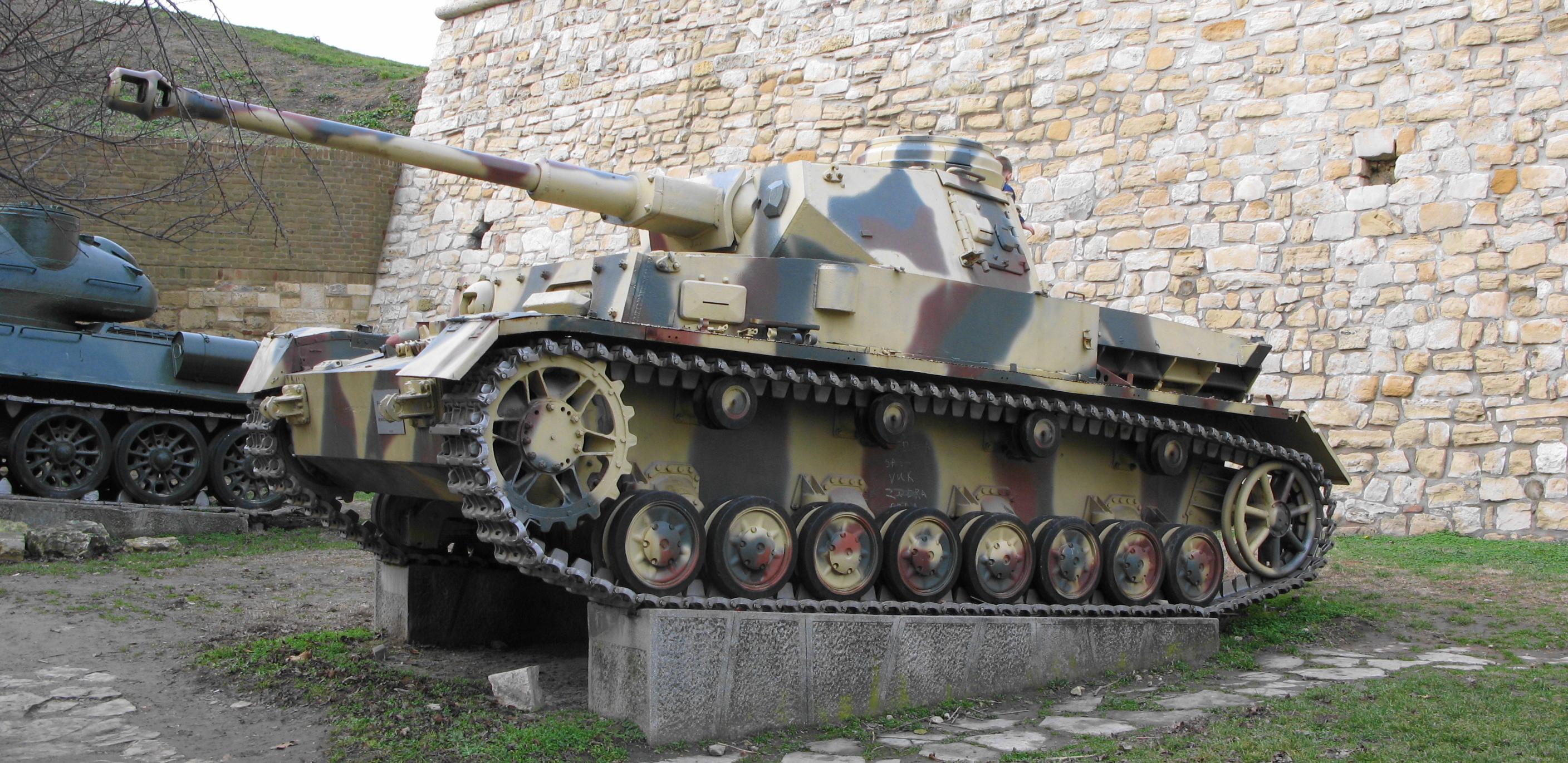
Panzer IV tại Bảo tàng Quân đội Belgrade, Serbia.

### Các nước sử dụng khác

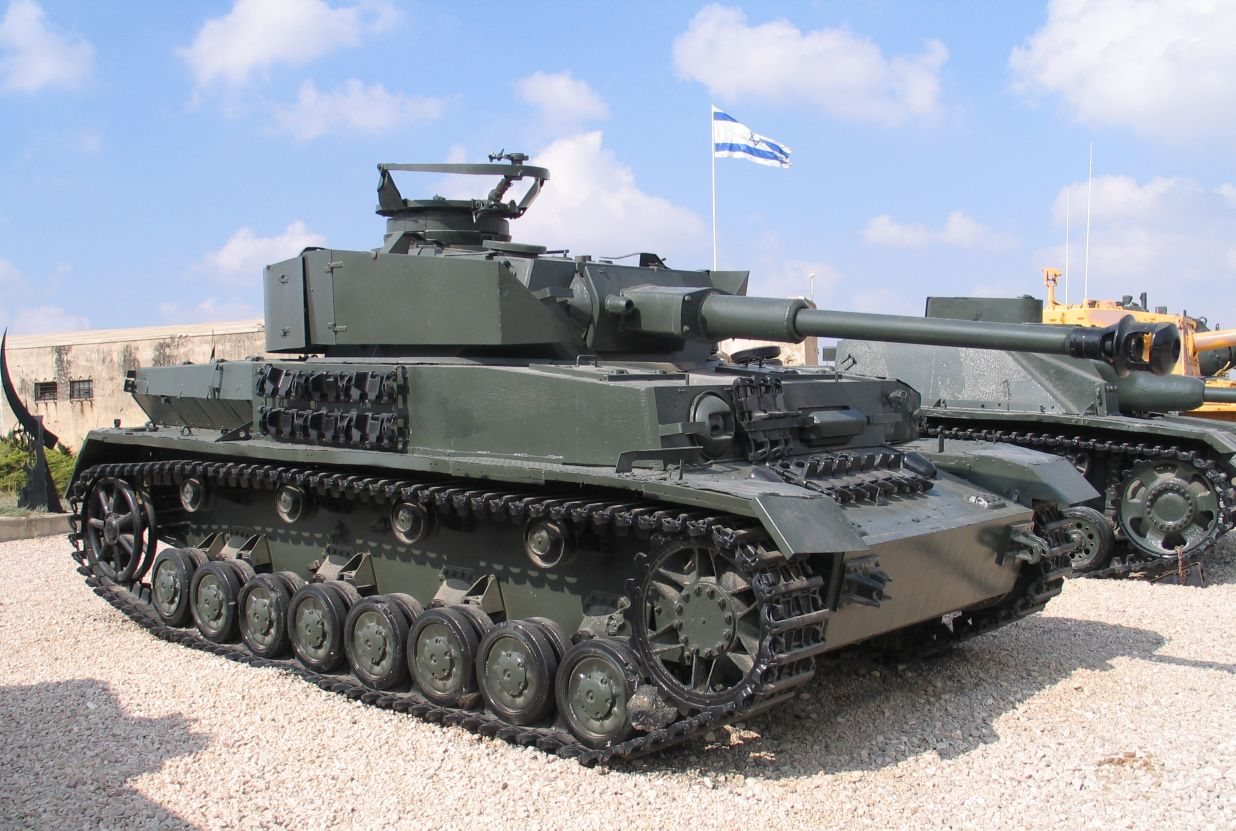
Panzer IV Ausf. G của Syria, bị bắt trong cuộc Chiến tranh Sáu ngày, trên trưng bày tại Bảo tàng Yad La-Shiryon, Israel.

## Lịch sử phát triển